# Catherine Debrunner
Catherine Debrunner (* 11. April 1995 in Mettendorf) ist eine Schweizer Rollstuhlsportlerin. Sie ist aktiv in der Startklasse T53 über Kurz- und Mittelstrecken.

## Leben
Catherine Debrunner wurde 1995 in Mettendorf, einer Ortsgemeinde von Hüttlingen, geboren. Durch einen Tumor an ihrer Wirbelsäule sitzt sie seit ihrer Geburt im Rollstuhl. Mit sieben Jahren besuchte sie ein Sportlager in Nottwil, wo sie ihren Trainer Paul Odermatt kennenlernte, der sie bis heute trainiert. Er lud sie zu einem Training nach Frauenfeld ein, wo sie zum ersten Mal mit einem Rennrollstuhl fahren konnte.
2006 nahm sie in Irland an ihren ersten Juniorenweltmeisterschaften teil, 2008 an denen in New York City, wo sie fünf Goldmedaillen gewann und als Athletin mit dem grössten Potenzial ausgezeichnet wurde. Neben dem Sport besuchte sie ab 2011 das Lehrerseminar an der Pädagogischen Maturitätsschule in Kreuzlingen.
2013 nahm sie in Lyon an ihren ersten Weltmeisterschaften der Behinderten teil, wo sie drei Mal den fünften Rang belegte.
2015 legte sie ihre Matura ab und qualifizierte sich für die Weltmeisterschaften der Behinderten 2015 in Doha. Dort gewann sie über 200 Meter die Silbermedaille, über 100 und 1500 Meter jeweils den vierten Rang.
Für die Paralympics 2016 in Rio de Janeiro konzentrierte sie sich vollständig auf den Sport und spezialisierte sich auf die Mittelstrecke. Bei den Spielen zog sie über die 400-Meter-Strecke in den Final ein, über 800 und 1500 Meter jedoch nicht.
2018 zog Debrunner in die Zentralschweiz nach Geuensee, um näher am Trainingszentrum in Nottwil zu sein. Neben dem Training unterrichtet sie nun an der Primarschule in Waltenschwil.
Bei den Weltmeisterschaften der Behinderten 2019 in Dubai gewann sie über 400 Meter Gold und über 800 Meter Silber.

## Erfolge
- Sieg im New-York-City-Marathon 2023 mit Streckenrekord[3]
- Laureus World Sports Award (Behindertensportler des Jahres): 2023[4]
- 4 × Weltrekord (100, 200, 400 und 800 m)
- Sieg Berlinmarathon
- Sieg Londonmarathon
- 2021 (Paralympics «Tokyo 2020»): 1 × Paralympic Champion (400 m)/1× Bronze (800 m)
- EM Polen 2021: 2 × Gold (100 und 400 m)/1 × Bronze (1500 m)
- WM Dubai 2019: 1 × Gold (400 m)/1 × Silber (800 m)
- Paralympics Rio 2016: 7. Rang 400 m (paralympisches Diplom)
- WM Doha 2015: 1 × Silber (200 m)
- 2015: Europarekord (800 m)
- WM Lyon 2013: 5. Rang (100, 200 und 400 m)
- Junioren-WM New York 2008: 5 × Gold (100, 200, 400, 800 und 1500 m)